# Movin’ with Nancy
Movin' with Nancy — специальный телевыпуск Нэнси Синатры, где она представила серию кратких музыкальных эпизодов как со своим участием, так и с другими исполнителями. Шоу было произведено продюсерской компанией Нэнси, Boots Enterprises, Inc., и спонсировано Royal Crown Cola. Первоначально шоу транслировалось на телеканале NBC 11 декабря 1967 года (с 20:00 до 21:00 по восточному времени). Также выпущен одноимённый саундтрек, который позже был издан на DVD.

## О выпуске
Специальная телепрограмма не была похожа на большинство музыкальных программ того времени: номера исполнялись на открытом воздухе, а не как обычно на сцене, перед живой аудиторией. Синатра пела, проезжая по шоссе, прогуливаясь по сельской местности Калифорнии и летала на воздушном шаре. Она исполняла дуэты с различными приглашёнными звездами, с которыми сталкивалась по пути, без каких-либо представлений или промежуточных диалогов. Общий эффект был похож на сказочную фантазию, которая перетекает из одного места в другое, с сегментами, напоминающими более поздний формат музыкальных клипов.
Программа включала необычный для того времени «межрасовый» экранный поцелуй — поцелуй чёрного и белого человека, в котором Синатра и Сэмми Дэвис-младший одновременно целуют друг друга в щёку. Это произошло в конце их песенно-танцевального номера, когда Сэмми нежно поцеловал её в щеку. В комментарии к выпуску DVD Синатра заявляет, что, казалось бы, спонтанный поцелуй был тщательно спланирован и намеренно осуществлён в конце съёмок, когда Дэвису пришлось уйти и он не смог участвовать в повторной съёмке.

## Производство
Продюсированием и постановкой занимался Джек Хейли-младший, а Нэнси была объявлена исполнительным продюсером и звездой, а в качестве гостей выступили её отец Фрэнк Синатра, её «крёстный дядя» (Дин Мартин), исполнивший сольную песню и дуэт с Нэнси, Ли Хезлвуд (написавший большинство её хитов), танцор Дэвидом Уинтерс (который также был номинирован на премию «Эмми» за свою хореографию) и Сэмми Дэвис-младший. RC Cola спонсировали шоу и создали пять рекламных роликов — в двух из них Синатра танцевала и спела джингл RC («It’s a Mad, Mad, Mad, Mad Cola!»). Арт Линклеттер выступал в роли рассказчика в двух рекламных роликах, открывающих и закрывающих программу. Джек Хейли-младший за режиссуру получил свою первую из двух премий «Эмми».

## Список песен
| Список песен                                          | Список песен                  | Список песен                       |
| Название                                              | Автор песни                   | Исполнитель                        |
| ----------------------------------------------------- | ----------------------------- | ---------------------------------- |
| «I Gotta Get Out of this Town»                        | Ли Хезлвуд                    | Нэнси Синатра                      |
| «Up, Up and Away»                                     | Джимми Уэбб                   | Нэнси Синатра                      |
| «Sugar Town»                                          | Ли Хезлвуд                    | Нэнси Синатра                      |
| «Some Velvet Morning»                                 | Ли Хезлвуд                    | Нэнси Синатра, Ли Хезлвуд          |
| «Jackson»                                             | Джерри Либер, Билли Эд-Уиллер | Нэнси Синатра, Ли Хезлвуд          |
| «This Town»                                           | Ли Хезлвуд                    | Нэнси Синатра                      |
| «Just Bummin' Around»                                 | Пит Грэйвс                    | Дин Мартин                         |
| «Things»                                              | Бобби Дарин                   | Дин Мартин, Нэнси Синатра          |
| «What’d I Say»                                        | Рэй Чарльз                    | Сэмми Дэвис-младший, Нэнси Синатра |
| «Wait Till You See Him» (оригинальное название «Her») | Роджерс и Харт                | Нэнси Синатра                      |
| «Younger Than Springtime»                             | Роджерс и Хаммерстайн         | Фрэнк Синатра                      |
| «Friday’s Child»                                      | Ли Хезлвуд                    | Нэнси Синатра                      |
| «See the Little Children»                             | Ли Хезлвуд                    | Нэнси Синатра                      |
| «Who Will Buy?»                                       | Лайонел Барт                  | Нэнси Синатра                      |

## Сиквелы
После успеха оригинала последовали два других выпуска «Movin 'with Nancy». В 1971 году вышел в эфир «Movin 'with Nancy on Stage», который был представлен на «Шоу Эда Салливана». В частности среди гостей на нём были братья Осмонды. В 1973 году вышел «Movin' with Nancy Nice 'n' Easy», на котором появились Маппеты. Хотя начиная с 2009 года Нэнси надеялась выпустить два других специальных выпуска на DVD, никаких планов по поводу этого не так и не было.

## Прочее
2 мая 2000 года Image Entertainment выпустила специальное издание на DVD. В него вошли комментарии режиссёра Джека Хейли-младшего и Нэнси Синатры. Синатра вспоминает наряды, которые она носила на шоу, и сожалеет, что не включила в передачу фирменную песню «These Boots Are Made for Walkin’». В то же время она заявляет, что вместо этого она хотела продемонстрировать другие свои песни. Синатра также упоминает, что реклама RC Cola была задумана как неотъемлемая часть шоу.